# Estrepsa

Mapa de la Antigua Macedonia con la posible ubicación de Estrepsa, en la parte norte de la Península Calcídica.

Estrepsa (en griego, Στρέψα) fue una antigua ciudad griega, situada en la península Calcídica.  
La ciudad perteneció a la liga de Delos puesto que aparece en una lista de tributos a Atenas desde 454/3 hasta 433/2 a. C.
Tucídides la menciona como el lugar que atravesó el ejército ateniense, bajo el mando de Calias, tras pasar por Beroa en el año 432 a. C. cuando se dirigían contra Potidea. Tras intentar tomar Estrepsa y no conseguirlo, continuaron hacia Potidea.
Existe controversia acerca de su localización exacta. Se han sugerido la posibilidad que se identifique con la moderna Vasilika y también con Agios Paraskevi.